# Układ wrotny wątroby

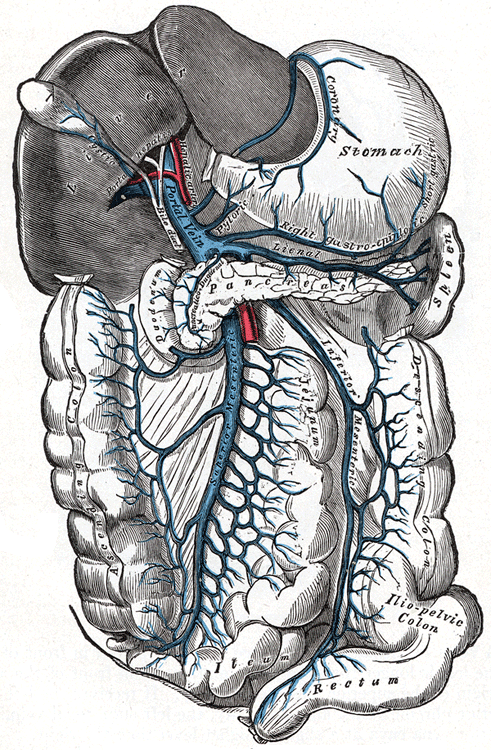
Schemat pokazujący żyłę wrotną i jej dopływy (na niebiesko)

Układ wrotny – układ krążenia wrotnego powstający w okolicy głowy trzustki z połączenia dwóch głównych pni żylnych: krezkowej górnej oraz śledzionowej. Do żyły śledzionowej wpada zaś żyła krezkowa dolna. Do tych pni żylnych oraz bezpośrednio do żyły wrotnej wątroby uchodzą żyły żołądka, dwunastnicy i trzustki. Żyła wrotna swymi dopływami prowadzi krew do wątroby. We wnęce wątroby dzieli się ona na gałąź prawą i lewą. Krew żyły wrotnej po przejściu przez układ żył międzyzrazikowych i śródzrazikowych dostaje się do żył wątrobowych.

## Fizjologiczne znaczenie układu wrotnego
Krew z całego układu pokarmowego, nim trafi do żyły głównej dolnej (a w konsekwencji do reszty organizmu), musi przebyć drogę przez wątrobę. W tym narządzie magazynowany jest chwilowy nadmiar substratów energetycznych (takich jak cukry) po posiłku, które są następnie uwalniane w chwilach głodu. Układ wrotny reguluje więc duże wahania w stężeniach niektórych składników pokarmowych.

## Krążenie oboczne
W przypadku utrudnionego przepływu przez żyłę wrotną (spowodowane na przykład marskością wątroby) krew przepływa przez tzw. krążenie oboczne. Odgrywa ono marginalną rolę u człowieka z prawidłowym krążeniem wrotnym.
Układ wrotny wątroby wytwarza anastomozy z:
- żyłą żołądkową od v. gastrica;
- żyłą zaotrzewnową od v. cava inferior;
- żyłami odbytniczymi od v. iliaca int.;
- żyłami nabrzusznymi;

W sytuacji, gdy utrudniony jest odpływ krwi żylnej przez wątrobę krew zaczyna płynąć przez powyższe naczynia. Może to być groźne dla życia (na przykład w przypadku krwawienia z żylaków przełyku).

Przeczytaj ostrzeżenie dotyczące informacji medycznych i pokrewnych zamieszczonych w Wikipedii.